# (7329) Bettadotto
(7329) Bettadotto (1985 GK) – planetoida z grupy pasa głównego asteroid okrążająca Słońce w ciągu 4,39 lat w średniej odległości 2,68 j.a. Odkryta 14 kwietnia 1985 roku.